# Holubice, Praha-západ
Holubice là một làng thuộc huyện Praha-západ, vùng Středočeský, Cộng hòa Séc.